# Кермезит
Кермезит — минерал из класса сульфидов с формулой {\displaystyle {\ce {Sb2S2O}}}. Оксисульфид (сероокись) сурьмы. Является промежуточным продуктом окисления антимонита, находясь в промежуточной стадии между сульфидами и оксидами. Очень похож на антимонит, отличаясь от последнего вишнёво-красным цветом. Прежде был известен как сурьмяная обманка, пиростибнит.

## Название
Название образовано от греч. κερμές от араб. قرمز‎ [кирмиз] от санскр. कृमिज — «рождающий червей», от санскр. कृमि — «червяк» и связано с кармином. Кермесом минеральным назывался бурый лекарственный порошок, состоящий из сульфида сурьмы(III), часто в смеси с оксидом сурьмы(III). Кермесом назывался краситель ярко-карминного или алого цвета, дубовая кошениль, добываемая из высушенных мелких полужесткокрылых насекомых рода кермесов, обитающих в Средиземноморье на вечнозелёных видах дуба. Краситель имел большое экономическое значение до замены мексиканской кошенилью (Dactylopius coccus).

## Формы выделения
Кермезит образуется как вторичный продукт в зонах окисления сурьмяных руд, покрывая другие минералы сурьмы в виде землистых масс красноватых оттенков. Полупрозрачные длиннопризматические или игольчатые кристаллы кермезита могут выделяться в виде лучистых агрегатов. Такие образцы, как правило, ассоциируют со антимонитом, иногда образуя в нём жеоды.

## Образование и химический состав
Отличительной чертой химического состава кермезита является сочетание сульфида сурьмы(III) и оксида сурьмы(III) {\displaystyle {\ce {Sb2O3, 2Sb2S3}}}. Кермезит возникает как промежуточный продукт окисления сульфида сурьмы — антимонита, постепенно переходящего в оксиды сурьмы (сенармонит, стибиконит). Таким образом, кермезит находится между сульфидами и оксидами.
Содержание сурьмы в кермезите достигает 75 %. Месторождения находятся во Франции, Венгрии и восточной Канаде. В Тоскане добывается как красная сурьмяная руда.